# Nous les gars, nous les filles
Albums de Johnny Hallyday
Salut les copains
(1961)
Singles
1. (EP) Le p'tit clown de ton cœur - Oui j'ai - Kili Watch - Ce s'rait bien
Sortie : 24 novembre 1960
2. (EP) Tu parles trop - Une boum chez John - Bien trop timide - Oui mon cher
Sortie : 6 janvier 1961
3. (EP) Nous les gars, nous les filles - Mon septième ciel - Tu m'plais - Ce n'est pas méchant
Sortie : 25 janvier 1961

Nous les gars, nous les filles est le premier album de Johnny Hallyday, au format 33 tours 30 cm, il sort le 1er février 1961.

## Autour de l'album
Le 33 tours 30cm Nous les gars, nous les filles sort sous la référence originale Vogue LD 539-30 et existe sous deux éditions différentes :
- disques Vogue LD. 539-30 (inscrit au recto)[3]
- ID + Sélection de la guilde internationale du disque (inscrit sous label Vogue et référence au recto)[4]

L'album rassemble les 45 tours suivants :
super 45 tours Vogue EPL 7812 (24 novembre 1960) : Le p'tit clown de ton cœur - Oui j'ai - Kili Watch - Ce s'rait bien
- 45 tours 2 titres (SP) promo Vogue 45-791 : Le p'tit clown de ton cœur - Oui j'ai (le vinyle est rouge)[6]
- 45 tours SP promo Vogue 45-792 : Kili Watch - Ce s'rait bien (existe en vinyle de couleur rouge ou/et noir[7],[8])

super 45 tours Vogue EPL 7824 (6 janvier 1961) : Tu parles trop - Une boum chez John - Bien trop timide - Oui mon cher
- 45 tours SP promo Vogue 45-806 : Oui mon cher - Une boum chez John[10] (ces deux titres sont extraits du film Dossier 1413[11])
- 45 tours SP promo Vogue 45-810 : Tu parles trop - Bien trop timide[10]

super 45 tours Vogue EPL 7825 (25 janvier 1961) : Nous les gars, nous les filles - Mon septième ciel - Tu m'plais - Ce n'est pas méchant
- 45 tours SP promo Vogue 45-811 : Nous les gars, nous les filles - Mon septième ciel[10]
- 45 tours SP promo Vogue 45-813 : Tu m'plais - Ce n'est pas méchant[10]

L'album est réédité en vinyle et (pour la première fois) en CD, en 1992 :
- Référence LP : Vogue 74321117741[14]
- Référence CD : Vogue 74321117742[15]

Ils proposent en bonus trois titres supplémentaires : Laisse les filles (Johnny Hallyday - Gras - 2:19) / T'Aimer follement (Saluet-Plait-Robinson - 2:31) / 24000 baisers (Adriano Celentano - adaptation : Fernand Bonifay - 2:20)

## Titres
| 1.  | Nous les gars, nous les filles (Boys And Girls) | Jean-Henri Grelbin (adaptation)           | Cy Coben (en)               | 1:50 |
| 2.  | Oui mon cher (I Want That)                      | G. Kelly (adaptation)                     | Ben Weisman, Edna Lewis     | 2:26 |
| 3.  | Le p'tit clown de ton cœur (Cathy's Clown)      | Pierre Delanoé, Georges Aber (adaptation) | P. et Don Everly            | 2:26 |
| 4.  | Ce s'rait bien (Sweet Nothin's)                 | Roger Berthier, Guy Bertret (adaptation)  | Ronnie Self                 | 3:46 |
| 5.  | Ce n'est pas méchant                            | Jil et Jan                                | Johnny Hallyday             | 2:30 |
| 6.  | Tu parles trop (You Talk Too Much)              | Georges Aber (adaptation)                 | Joe Jones, Reginald Hall    | 2:00 |
| 7.  | Kili watch (Kili watch)                         | Jil et Jan (adaptation)                   | Gus Dersé                   | 2:46 |
| 8.  | Une boum chez John                              | Gisèle Vesta                              | André Borly                 | 2:01 |
| 9.  | Mon septième ciel (Seven Steps To Love)         | Jil et Jan (adaptation)                   | Luther Dixon, Stuart Wiener | 2:33 |
| 10. | Bien trop timide                                | Jil et Jan                                | Johnny Hallyday             | 3:21 |
| 11. | Oui j'ai                                        | Jil et Jan                                | Johnny Hallyday             | 2:57 |
| 12. | Tu m'plais                                      | Jil et Jan                                | Johnny Hallyday             | 2:07 |